# Demicheleïta-(Cl)
La demicheleïta-(Cl) és un mineral de la classe dels sulfurs. Rep el nom per la seva relació amb la demicheleïta-(Br), amb clor (Cl) dominant. El nom arrel fa honor a Vincenzo de Michele (n. 1936), antic comissari del Museu d'Història Natural de Milà.

## Característiques
La demicheleïta-(Cl) és un sulfur de fórmula química BiSCl. Va ser aprovada com a espècie vàlida per l'Associació Mineralògica Internacional l'any 2008, i la primera publicació data del 2009. Cristal·litza en el sistema ortoròmbic. És l'anàleg amb clor de la demicheleïta-(Br) i la demicheleïta-(I). Estequiomètricament és semblant a la bismoclita (BiOCl).
Segons la classificació de Nickel-Strunz, la demicheleïta-(Cl) pertany a «02.FC: Sulfurs d'arsènic, àlcalis, sulfurs amb halurs, òxids, hidròxid, H₂O, amb Cl, Br, I (halogenurs-sulfurs)» juntament amb els següents minerals: djerfisherita, talfenisita, owensita, bartonita, clorbartonita, arzakita, corderoïta, grechishchevita, lavrentievita, radtkeïta, kenhsuïta, capgaronnita, perroudita, iltisita i demicheleïta-(Br).

## Formació i jaciments
Va ser descoberta al cràter La Fossa, situat a l'illa de Vulcano, a les Illes Eòlies (Sicília, Itàlia). Es tracta de l'únic indret de tot el planeta on ha estat descrita aquesta espècie mineral.